# Mikrusek miedziany
Mikrusek miedziany (Microcebus mittermeieri) – gatunek ssaka naczelnego z rodziny lemurkowatych, opisany w XXI wieku. Jeden z najmniejszych mikrusków. Zamieszkuje lasy nizinne i górskie na północnym wschodzie Madagaskaru. Słabo poznany. Z uwagi na niszczenie siedlisk zagraża mu wyginięcie.

## Budowa
Zwierzę należy do najmniejszych przedstawicieli swego rodzaju, podobnie jak mikrusek karłowaty, aczkolwiek przerasta mikruska malutkiego, najmniejszego z naczelnych. Schwitzer et al. podają następujące wymiary zwierzęcia: głowa i tułów mierzą około 8 cm; ogon jest dłuższy, osiągając około 12 cm; masa ciała wynosi 46 g, Louis et al. długość głowy 3,3 ± 0 cm, długość ciała 8,7 ± 0,2 cm, ogona 11,3 ± 0,2, masę 44,1 ± 7,4 g.
Na pysku widnieje rozciągająca się pomiędzy oczy biaława plama, charakterystyczna dla mikrusków. Pod oczami leży żółty obszar, rzeczona barwa znajduje się też pod bródką i sięga do brzusznej części szyi. Na głowie i grzbiecie dominuje barwa jasnego czerwonego brązu aż do rdzawej. Brzuszna strona ciało jest białawobrązowa. Ciało wieńczy ogon, po stronie grzbietowej zabarwiony brązowo z położonym przed końcem ciemniejszym brązowym paskiem, na samym końcu czarny. U podstawy kończyn górnych i dolnych pojawia się pomarańcz.

## Systematyka
Nowy gatunek opisali w 2006 Louis Jr., Coles, Andriantompohavana, Sommer, Engberg, Zaonarivelo, Mayor & Brenneman. Miejsce typowe to Madagaskar, prowincja Antsiranana, rezerwat specjalny Anjaranahibe-Sus, sięgając na północny zachód do Bealalana. Jego współrzędne to 49° 28’ E i 14° 48’. Leży ono na wysokości 1056 m.
Nie wyróżnia się podgatunków.
Analizy z lat 2020–2021 oparte na danych genetycznych wykazały że M. mittermeieri nie różni się genetycznie od M. lehilahytsara i powinien być traktowany jako synonim tego drugiego.

## Tryb życia
Dane dotyczące trybu życia tego gatunku są skromne. Żyje on na drzewach. Aktywność przypada na noc. Wedle badań przeprowadzonych w lesie pierwotnym w Antambato liczącym 150 ha zagęszczenie wyniosło 2,2 osobnika na ha. Nie wiadomo również nic o rozrodzie. Długość pokolenia 5–6 lat.

## Rozmieszczenie geograficzne
Jak wszystkie gatunki lemurkowatych, mikrusek bongolaweński jest endemitem Madagaskaru. Jego zasięg obejmuje tereny leżące na północnym wschodzie Madagaskaru, od rezerwatu specjalnego Anjaranahibe-Sus, na północny zachód sięgając aż do Bealalana. Sięga wysokości 1760 m nad poziomem morza. Obszar, na którym zwierzę występuje, obejmuje 3596 km², jednak obszar rzeczywiście zasiedlany przez gatunek jest mniejszy, ponadto silnie pofragmentowany i niszczony. Obejmuje także Park Narodowy Marojejy, COMATSA oraz skrawek lasu na północ od rzeki Mananara.

## Ekologia

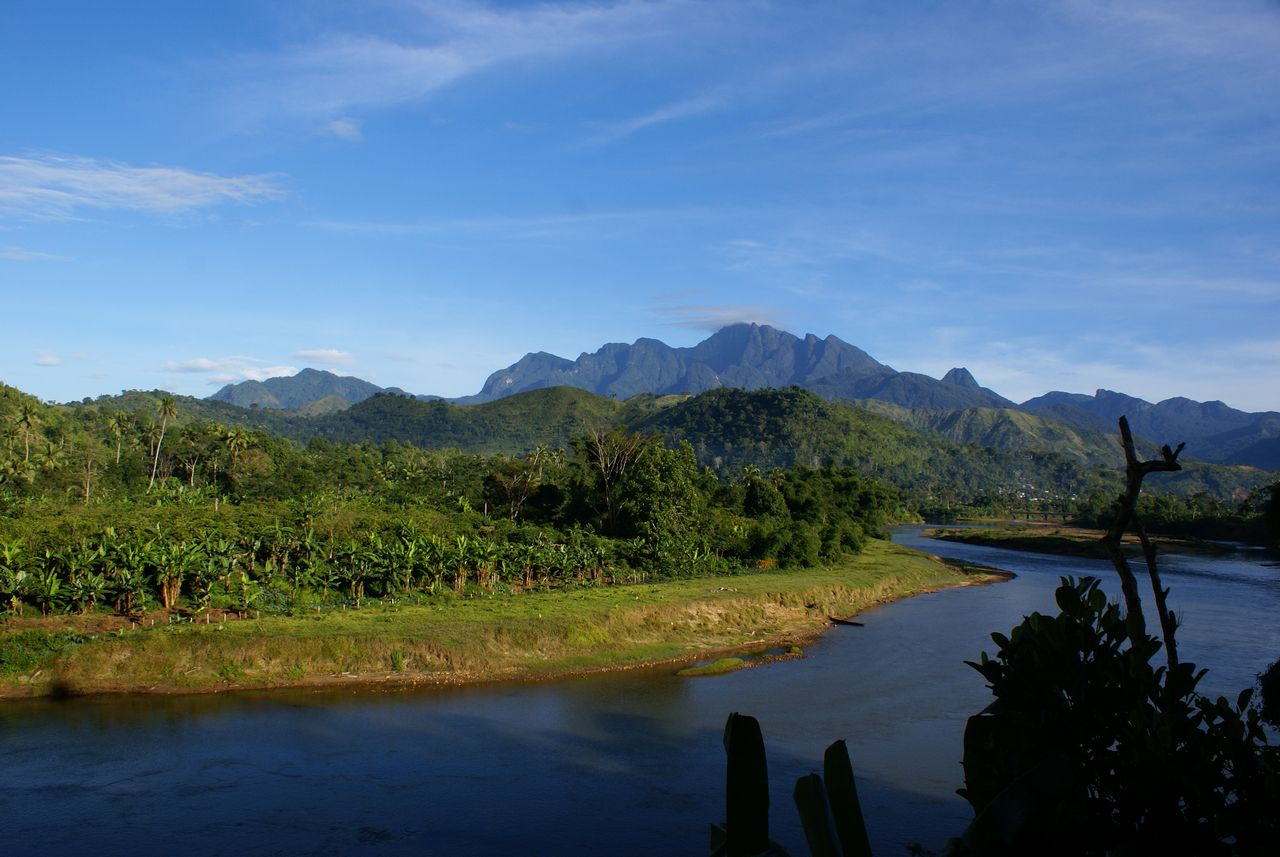
Park Narodowy Marojejy, siedlisko mikruska miedzianego

Jak i inne mikruski, mikrusek miedziany jest zwierzęciem leśnym. Zasiedla lasy deszczowe oraz mniej wilgotne, zarówno nizinne, jak i górskie.
Schwitzer et al. nie mają szczegółowych informacji na temat diety mikruska miedzianego. Jak piszą, konsumuje on pewnie owoce i owady, jak i przypuszczalnie inne elementy diety pozostałych mikrusków.
W rezerwacie Anjaranahibe-Sus występuje sympatrycznie z mikruskiem skrytym.

## Zagrożenia i ochrona
Gatunek objęto w I Załączniku CITES. W 2008 IUCN uznała, że brakuje wystarczających danych, by miarodajnie klasyfikować gatunek pod względem zagrożenia (DD). IUCN/SSN Lemur Red-Listing Workshop w 2012 uznał gatunek za zagrożony wyginięciem, powołując się na ograniczony zasięg występowania i spadek liczebności. IUCN poszła za tym, w 2014 uznając gatunek za zagrożony.
Całkowita liczebność gatunku spada, co wiąże się z degradacją jego siedlisk, w szczególności wylesianiem Madagaskaru. Zagrażają mu też rozwój rolnictwa i polowania.
Mikrusek miedziany zamieszkuje wedle starszych danych pojedynczy obszar objęty ochroną, tereny rezerwatu specjalnego Anjaranahibe-Sus. Nowsze podają też Park Narodowy Marojejy i COMATSA. Gatunek hoduje Zoo Tsimbazaza w Antananarywie, które w 2009 trzymało 4 osobniki.